# José Padilla Sánchez

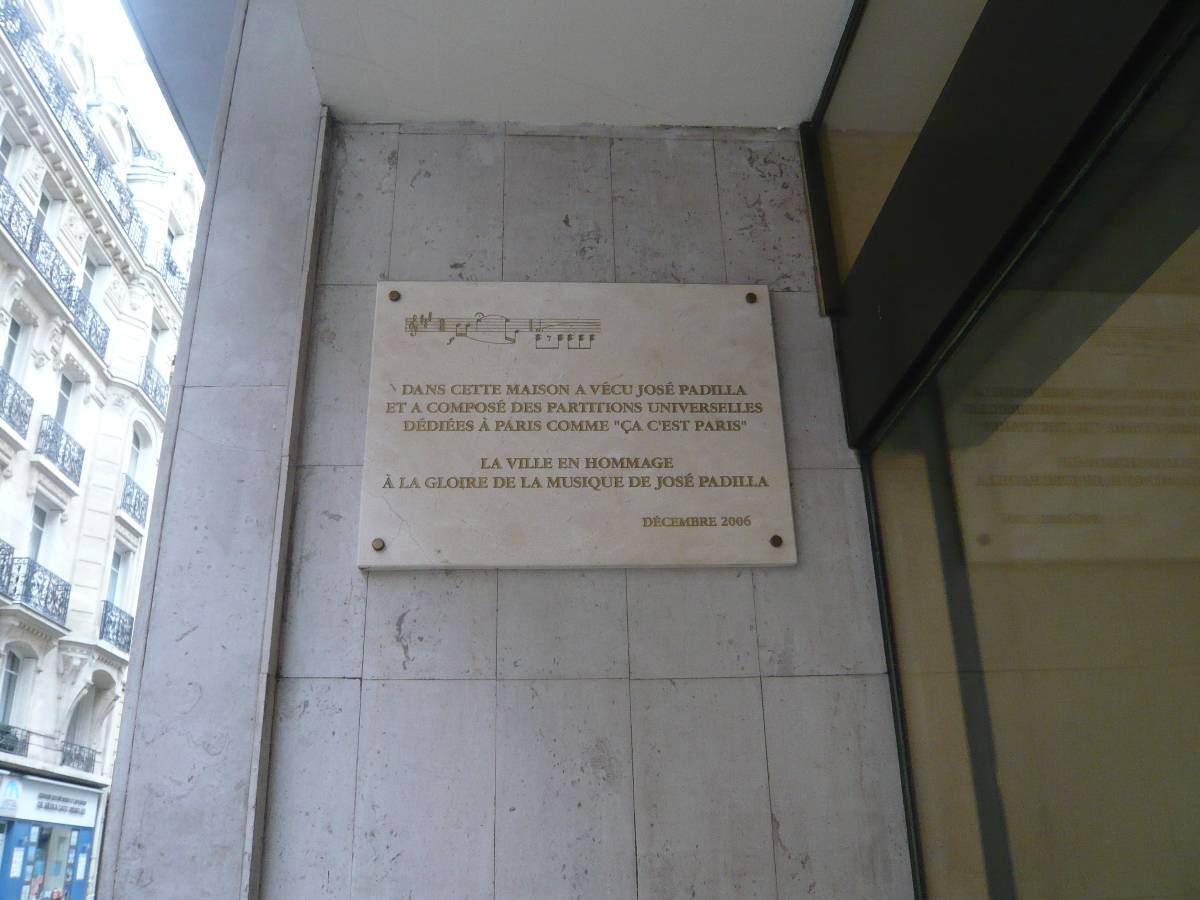
Erinnerungstafel an der Rue Pergolèse 10 in Paris

José Padilla Sánchez (* 28. Mai 1889 in Almería; † 25. Oktober 1960 in Madrid), genannt auch Maestro Padilla, war ein spanischer Komponist und Pianist. Bekannt wurde er insbesondere durch sein Lied Valencia.

## Leben
Er studierte nach erstem Musikunterricht in seiner Heimatstadt am Königlichen Konservatorium von Madrid und in Italien.
1906 erschien seine erste Zarzuela La Mala Hembra, ein Einakter nach einem Libretto von Ventura de la Vega. Weitere Bühnenwerke folgten. Nach dem Ersten Weltkrieg hielt er sich viel in Paris auf und schrieb unter anderem für das Moulin Rouge Operetten, Revuen und Lieder, die ihn international bekannt machten. So wurde bereits 1920 sein Lied My Spanish Rose von Jerome Kern für dessen Broadway-Musical The Night Boat verwendet.
Das 1924 entstandene das Pasodoble-Lied Valencia aus der Zarzuela La Bien Amada wurde 1926 in einer Aufnahme von Paul Whiteman & his Orchestra ein großer Hit. Weitere Erfolge waren Ça c’est Paris, El Relicario und La Violetera, das 1931 von Charlie Chaplin als Filmmusik für Lichter der Großstadt verwendet wurde.
1950 hatte er noch einen großen Erfolg mit der Zarzuela La Hechicera en Palacio. 10 Jahre später starb er in Madrid.

## Werke

### Bühnenwerke
- La Mala Hembra (Zarzuela), T.: Ventura le la Vega, 1906
- Los Veijos Verdes (Zarzuela), T.: Quinito Valverde, 1909
- Luzbel (Zarzuela), T.: Miguel Nieto, 1917
- La Faraona (Oper), T.: Mantilla de los Rios
- La Bien Amada 1924
- Pépète (Operette), 1924
- Symphonie Portugaise (Operette)
- Mucho ciudado con la Lola (Revue) 1935
- La Giralda (Zarzuela), T.: Quintero brothers, 1939
- La Violetera de la Prada (Zarzuela), 1941
- La Hechicera en Palacio (Zarzuela), 1950

### Lieder
- El Relicario
- La Violetera
- Valencia
- My Spanish Rose

## Filmmusik (Auswahl)
- 1948: Der Engel mit der Posaune
- 1950: Die Tänzerin von Marrakesch (La danseuse de Marrakech)
- 1953: Geliebte um Mitternacht (Les amants de minuit )
- 1960: Normandie – Njemen
- 1966: Der Star von Champignol (Le caïd de Champignol)
- 1972: Die Entführer lassen grüßen (L'aventure, c'est l'aventure)
- 1974: Mitgiftjäger (The Fortune)
- 1978: Zwei Supertypen in Afrika (Général… nous voilà!)
- 1979: Die Damen von der Küste (Les Dames de la côte)
- 1981: Jede Nacht zählt (All Night Long)
- 1983: Sababa – Wer hat mir die Butter vom Brot geklaut? (Sababa)
- 1991: Höllenglut (Le brasier)

## Nachweise
1. ↑  José Padilla. Zarzuela.net, abgerufen am 23. Mai 2012.
2. ↑  Chaplin as a composer. Archiviert vom Original am 5. Juli 2011; abgerufen am 23. Mai 2012.